# Grammia ochracea-rivulosa
Grammia ochracea-rivulosa là một loài bướm đêm thuộc phân họ Arctiinae, họ Erebidae.